# Laminariaceae
Laminariaceae é uma família de algas castanhas que inclui muitos dos géneros conhecidos pelo nome comum de kelp.

## Géneros
A família inclui os dois géneros de algas com maiores dimensões que se conhecem: Nereocystis e Macrocystis.
A tabela apresenta os géneros presentemente aceites na família Laminariaceae:
| Género            | Autoridade                                    | Espécies |
| ----------------- | --------------------------------------------- | -------- |
| Arthrothamnus     | Ruprecht                                      | 2        |
| Costularia        | Petrov & Gusarova                             | 1        |
| Cymathere         | J.Agardh                                      | 2        |
| Feditia           | Yu. Petrov & I. Gusarova                      | 1        |
| Laminaria         | J.V. Lamouroux                                | 29       |
| Macrocystis       | C.Agardh                                      | 4        |
| Nereocystis       | Postels & Ruprecht                            | 1        |
| Pelagophycus      | Areschoug                                     | 1        |
| Phyllariella      | Petrov & Vozzhinskaja                         | 1        |
| Postelsia         | Ruprecht                                      | 1        |
| Pseudolessonia    | G.Y. Cho, N.G. Klochkova, T.N. Krupnova & Boo | 1        |
| Saccharina        | Stackhouse                                    | 20       |
| Streptophyllopsis | Kajimura                                      | 1        |